# Werakata National Park
Werakata National Park är en park i Australien. Den ligger i delstaten New South Wales, i den sydöstra delen av landet, omkring 110 kilometer norr om delstatshuvudstaden Sydney.
Närmaste större samhälle är Maitland, omkring 18 kilometer nordost om Werakata National Park. 
I omgivningarna runt Werakata National Park växer huvudsakligen savannskog. Runt Werakata National Park är det ganska glesbefolkat, med 25 invånare per kvadratkilometer. Genomsnittlig årsnederbörd är 1 149 millimeter. Den regnigaste månaden är februari, med i genomsnitt 197 mm nederbörd, och den torraste är juli, med 41 mm nederbörd.